# 川西幸一
川西 幸一（かわにし こういち、 1959年10月20日 - ）は、日本のドラマー。広島県呉市出身、在住。血液型はO型。ロックバンド・UNICORN、電大のメンバーである。

## 経歴
- 1986年、 広島にてUNICORNを結成。1987年、UNICORNがメジャーデビュー。
- 1993年2月、アルバム『SPRINGMAN』レコーディング中に、バンドの方向性の相違により脱退。
- 1993年7月、寺岡呼人とHIS FRIENDSに参加。
- 1994年7月、VANILLA結成。奥田民生のソロデビュー曲「愛のために」のレコーディング、メディア出演時のバックバンドを務める。
- 1998年、VANILLA 活動停止。
- 2001年、615結成。（翌年解散）
- 2002年12月、宮田和弥（元 JUN SKY WALKER(S)）を中心に blimb → trick plan →ジェット機を結成する。
- 2003年、Ai+BANDに参加、岩瀬敬吾等のサポート活動。
- 2004年、ジェット機がTOY'S FACTORYよりメジャーデビュー。
- 2007年12月、野田太郎（ジァイアントステップ）とBLACK BORDERSを結成。
- 2009年1月1日、ユニコーンが再始動を発表、同時にバンドメンバーに復帰。
- 2009年、ジェット機 解散。
- 2012年、UNICORNのメンバー、手島いさむ（ギター）、EBI（ベース）とともにスリーピースバンド「電大」を結成。
- 2012年12月、フジテレビ系「HEY!HEY!HEY! MUSIC CHAMP」最終回に、奥田民生が「愛のために」で出演の際、バックバンドで参加。
- 2013年9月、BLACK BORDERS 解散。
- 2015年7月、ラクナ梗塞と診断され、夏に出演予定だったライブをキャンセルした[2]。10月2日、神奈川県のパシフィコ横浜で行われたユニコーンのコンサートで復帰[3]。
- 2021年12月、出身地である広島県呉市に移住[1]。22年から広島ローカルの広島テレビ、RCCラジオの番組にレギュラー出演を始めた[1]（下記）。

## 人物
- UNICORNでのデビュー当時は本名の「川西」で活動していたが、「言いにくい」との理由で3rdアルバム「服部」リリース時より「川」と「西」を入れ替えた「西川幸一」を名乗っていた。脱退時から「川西」に戻し、2009年バンド活動再開後も同様である。
- 広島自動車工業短期大学（広島国際学院大学自動車短期大学部→広島国際学院自動車整備大学校）を卒業して広島電機大学（広島国際学院大学に改称後、閉校）に編入しており、短期大学で自動車整備士の資格を取得している。
- UNICORN結成以前は「ストリッパー」というバンドを組んでいた。
- UNICORN脱退時までバンドリーダーを務めていたが、活動再開後のリーダーは阿部義晴（現・ABEDON）に交代となった。
- 長男の嵐丸（ランマル）は、バンドthe zolversを結成しドラムを担当。2011年に川西自身のBLACK BORDERSのカウントダウンライブにて前座対バンしている。[要出典]

## ソロ作品

### シングル
- リキッドマン（1992年9月26日、西川幸一名義）
c/w マカロニコンプレックス
オリコンシングルチャート12位、5週ランクイン。

### ミニアルバム
- UNICORN（1993年1月21日、「EBI奥田阿部西川手島」名義）

「竜巻野郎」収録。

### アルバム
- 川西幸一 セルフセレクション（2007年11月7日）

本人がソニー在籍時の音源から選曲したセレクション・アルバム。
UNICORNデビュー20周年記念盤としてリリースされた。
1. ロック幸せ
2. 竜巻野郎
3. 素浪人ファーストアウト
4. ブルース
5. おかしな2人
6. マカロニコンプレックス
7. リキッドマン
8. ザ・マン・アイ・ラヴ
9. 愛をちょうだい
10. ヌードと愛情
11. Passing
12. つばさ
13. NO NO NO
14. 楽園中毒
15. WILD MOON
16. 空を飛ぶ船〜ROOM＃412〜
17. メラ☆メラ
18. THE SPIDER
19. ジゴロ

※オリジナル音源：UNICORN(1,3,4,5,8,19)、西川幸一(2,6,7)、VANILLA(9-18)

### VANILLA
- VANILLA (バンド)を参照。

### 615
- 2001 - 02年活動（Guitar：井澤雄逸、Bass：時枝伸樹、元メンバー vocal：悠平）

1. Demo 「615デモテープ」 ※限定配布
2. Video 「2002/4/6 615TOUR FINAL ENCORE」 ※抽選

### ジェット機
- ジェット機を参照。

### BLACK BORDERS
- BLACK BORDERSを参照。

## 出演

### テレビ
- テレビ派（2022年4月1日 - 、広島テレビ） コメンテーター

### ラジオ
- かわにしんち（2022年3月30日 - 、RCCラジオ）
- メゾン・ド・ミュージック（2022年1月 - 、第3水曜深夜、MBSラジオ）

### Webアニメ
- 鎮西八郎為朝（2022年5月2日 - 2023年4月1日） - 源為義 役[4]